# Locika kompasová
Locika kompasová (Lactuca serriola), druh rodu locika, je planě rostoucí, světle žlutě kvetoucí a při poranění latex ronící rostlina dorůstající do výšky 1 až 1,5 m.

## Výskyt
Vyjma severních oblastí vyrůstá téměř v celé Evropě a v Rusku až po Sibiř. Dále je původním druhem na Blízkém východě až po Saúdskou Arábii a Etiopii, v Malé Asii až po Kazachstán, pohoří Altaj a sever Indie, na severu Afriky i v Makaronésii. Druhotně byla zavlečena do Severní a Jižní Ameriky, na jih Afriky, do Austrálie a na Nový Zéland. V mnoha zemědělských oblastech se locika kompasová za příhodných podmínek silně rozšířila a stává se tam nebezpečným plevelem.
V České republice se nachází od nížin až do nadmořské výšky okolo 500 m, kde upřednostňuje výhřevná, dobře osluněná místa se suchými, zásaditými a výživnými půdami. Na polích se objevuje převážně v teplých oblastech, kde vyrůstá v ozimech a ve vytrvalých pícninách, je velmi odolná proti suchu. Je také často k vidění na různých navážkách, rumištích, kamenitých okrajích cest a na místech pozměněných lidskou činností.

## Popis
Jednoletá nebo ozimá rostlina s lodyhou 50 až 150 cm vysokou, která vyrůstá z kůlovitého, vřetenovitého kořene, až 20 cm dlouhého a 1 cm tlustého, s četnými postranními kořínky. Kulatá, pevná, u spodu i 2 cm tlustá, vzpřímená, většinou až v horní části větvená lodyha je lysá nebo jen vespod štětinatá, bývá zelená, světle hnědá nebo je slabě načervenalá až nafialovělá. Její tuhé listy sivozelené barvy dlouhé až 25 cm jsou srdčitou bázi přisedlé, částečně objímavé a mají zubatá ouška, na střední žilce zespodu jsou osinkaté. Přízemní listy mají čepele obkopinaté, častěji peřenodílné a řidčeji celistvé s tupými vrcholy, lodyžní listy postavené svisle jsou méně členěné a po okrajích jsou zubaté nebo osténkaté a mají zašpičatělé vrcholy. Směrem vzhůru se listy zmenšují a přecházejí v podpůrné listeny z jejichž úžlabí vyrůstají šikmo odstálé větve květenství. Z lodyhy i listů po poranění vytéká bílé mléko latex.
Květní úbory jsou sestaveny do typické okoličnaté laty s kopinatými listeny přisedající střelovitou bázi. Květenství mívá 50 až 100 úborů na 5 až 25 šikmo vzhůru vyrůstajících větviček, které jsou až 50 cm dlouhé a na koncích pokleslé, více vzhůru vyrůstají větvičky hustěji a jejich délka se zkracuje. Úbory jsou 1 až 1,7 cm široké a 1,3 cm dlouhé a obsahují ve dvou kruzích 10 až 30 oboupohlavných jazykových kvítků, diskové chybí. Žluté liguly (které sušením zmodrají) jsou dlouhé 4,5 až 6,5 mm a široké 1,5 až 2,5 mm a jsou zakončeny pěti zoubky. V květu je pět tyčinek se žlutými trubkovitými prašníky až 2 mm dlouhými. Semeník je lysý, chlupatá čnělka i dvoulaločná blizna jsou také žluté.
Úzký zákrov bývá okolo 10 mm dlouhý a je mírně kratší než kvítky. Jeho zelené, na špici načervenalé listeny jsou uspořádány střechovitě, a to ve 3 nebo 4 řadách, po odkvětu jsou rozkladité nebo ven ohnuté. Zákrovní listeny jsou dvoutvaré, vnější kopinaté a o něco delší vnitřní (7 až 13 mm) čárkovité. Rostlina kvete od července do října; úbor se otvírá ráno s východem slunce a navečer již uvadá.
Vajíčka asi po 12 až 15 dnech od opylení dozrají v plody, což jsou ochmýřené šedohnědé, elipsoidně zploštělé zobánkovité nažky dlouhé 6 až 8 mm, zobánek je pouze znatelně delší než tělo nažky. Nažky jsou v horní části osténkaté, mívají 5 až 9 žeber a jejich bílý chmýr o délce asi 1 cm má paprsky tvořené buňkami uspořádanými ve dvou řadách.
Locika kompasová se rozmnožuje výhradně semeny, tj. nažkami, kterých na jedné rostlině dozraje přes tisíc a jež rozfoukává vítr. Jejich klíčivost je velmi dobrá, běžně vzchází i z povrchu půdy. Vyklíčí obvykle ještě v pozdním létě a malá listová růžice přezimuje. Následující rok z ní vyroste květná lodyhy a po odkvětu rostlina odumírá.

## Význam
V obilninách zastiňuje locika kompasová poblíž klíčící rostlinky a odebírá jim vláhu. Při větším výskytu v pícninách ohrožuje svým hořkým, bílým mlékem, dřevnatějícími lodyhami a ostnitými listy zdraví zvířat. Mléko vytékající po poranění z mléčných buněk rostliny je považováno za sedativum a analgetikum, jeho účinky jsou však malé; používalo se v lidovém léčitelství a vyrábějí se z něho některé homeopatické léky. Listy mladé rostliny jsou poživatelné, stárnutím však hořknou. Mladé výhonky možno vařit a pak nahrazují chřest.

## Poznámka
Druhové jméno lociky kompasové je odvozeno od skutečnosti, že čepele téměř svisle natočených lodyžních listů nezastíněné lodyhy jsou orientovány severojižním směrem. Natočením listů do svislého směru a orientací sever–jih se rostlina brání přehřátí listů při poledním slunci.

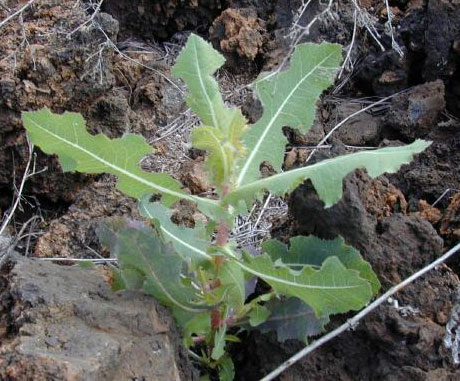
Mladá rostlinka
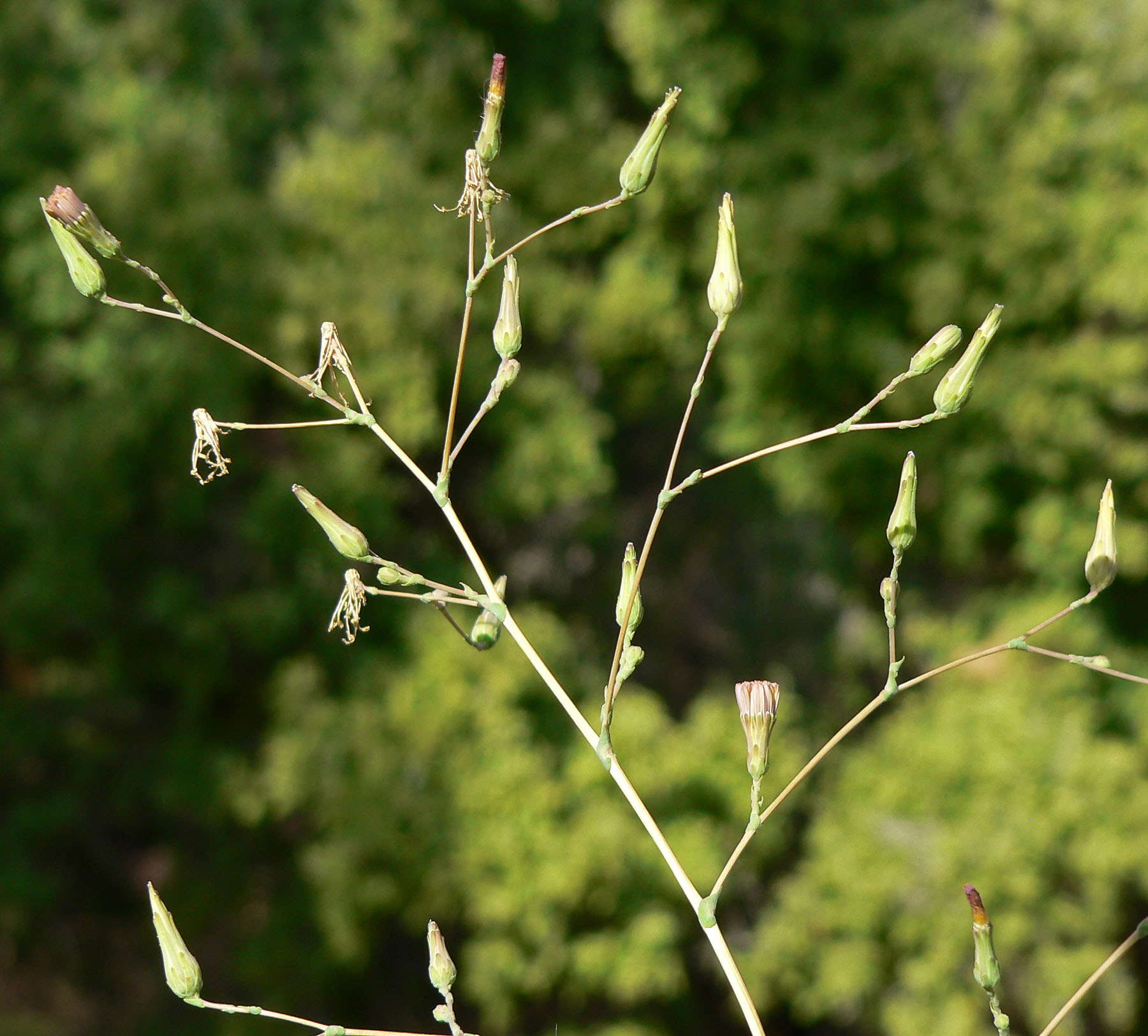
Lodyha s úbory
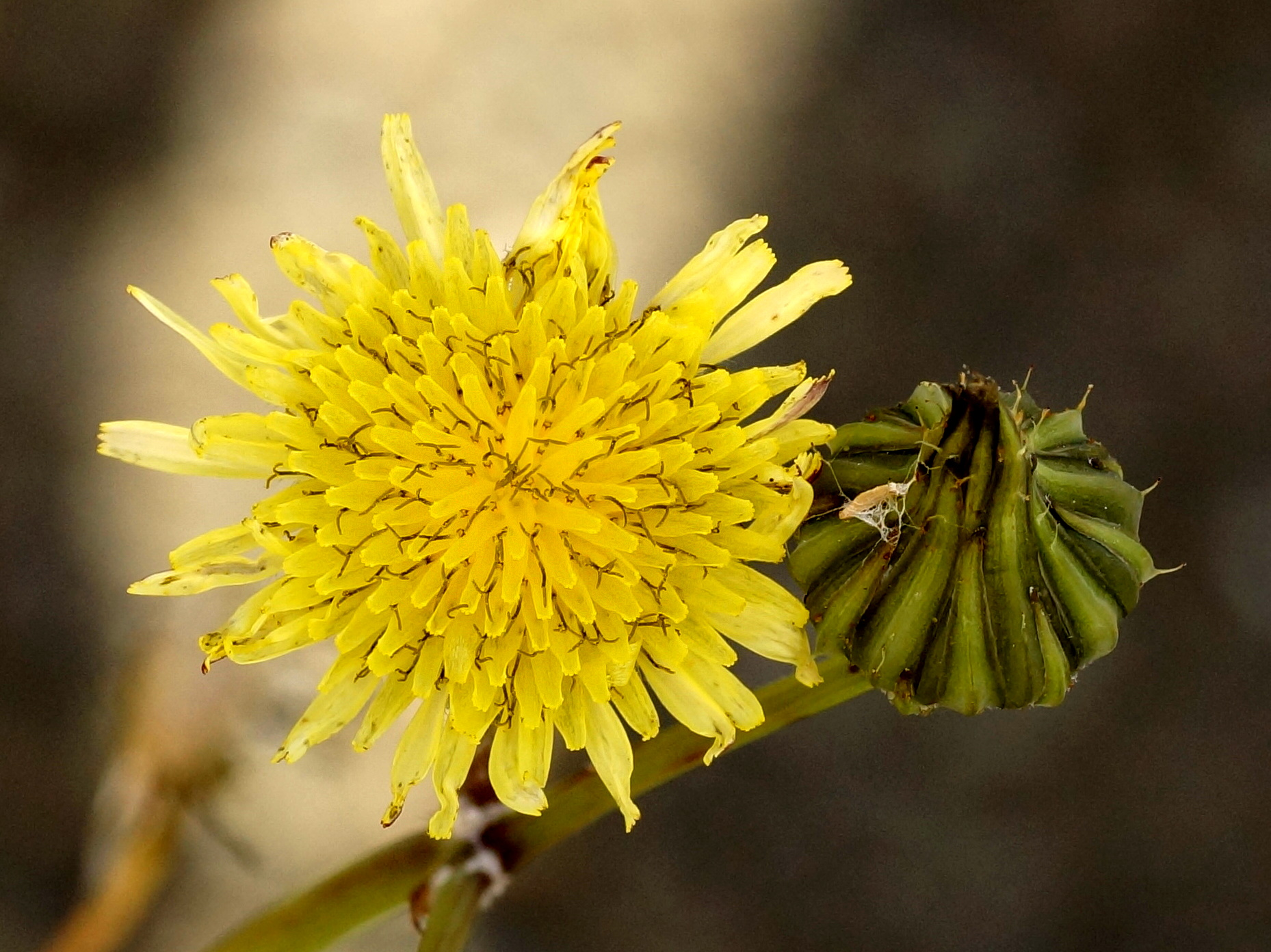
Rozkvetlý úbor
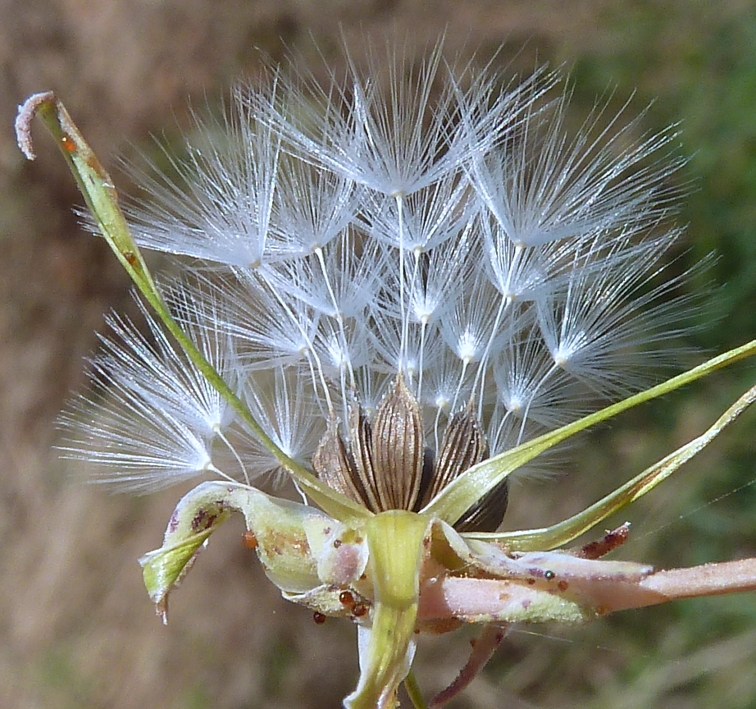
Zralé nažky